# Internet Explorer 2
A segunda versão do Microsoft Internet Explorer foi lançada em novembro de 1995 para o Windows 95 e Windows NT, e em abril de 1996 para Apple Macintosh e Windows 3.1. A grande novidade dessa versão foi a introdução dos cookies, o suporte ao SSL, ao VRML e a grupo de notícias.
A versão 2 foi incluída no Microsoft's Internet Starter Kit for Windows 95. Além do Kit, o Internet Explorer 2 foi a primeira versão incluida num sistema Windows (lançado no Windows 95 OSR1).
A versão 2.1 para Macintosh saiu em agosto de 1996, no mesmo mês foi lançado o sucessor da segunda versão, o Internet Explorer 3.
O navegador IE 2 foi lançado em doze idiomas, sendo este ampliado para 24 idiomas mais tarde. A versão 2.0i apoiado duplo byte character-set. A sua fatia de mercado foi também foi baixissima em relação as versões posteriores. Durante seu "reinado", a sua fatia de mercado foi de 3 para apenas 9%.